# 天鶴座θ
天鶴座θ，又名CD-4415149，HD 218227、SAO 231444、HR 8787，是天鶴座的一颗恒星，视星等为4.28，位于銀經348.24，銀緯-63.3，其B1900.0坐标为赤經23h 1m 14.8s，赤緯-44° -63.3′ 37″。